# Igarassu
Igarassu est une ville brésilienne de l'est de l'État du Pernambouc.

## Géographie
Igarassu se situe par une latitude de 07° 50′ 02″ sud et par une longitude de 34° 54′ 21″ ouest, à une altitude de 20 mètres.
Sa population était de 93 584 habitants au recensement de 2007. La municipalité s'étend sur 306 km2.
Elle fait partie de la microrégion d'Itamaracá, dans la mésorégion métropolitaine de Recife.
Elle fait également partie de la région métropolitaine de Recife.

## Personnalités liées à la commune
- Antônio Pedro de Figueiredo, penseur et journaliste, né à Igarassu en 1814.